# Akasagarbha

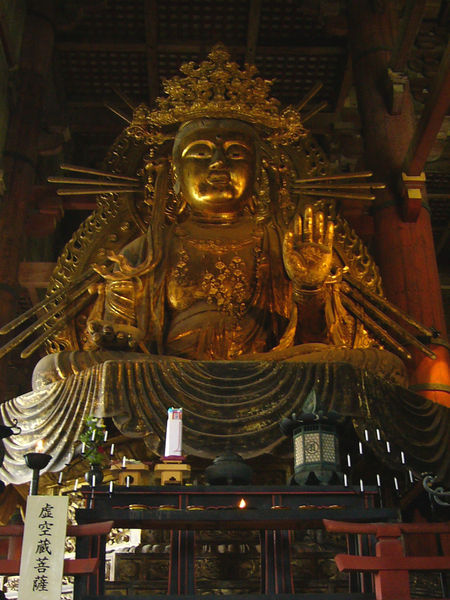
Statua di Kokuzo nel tempio di Tōdai-ji nella prefettura di Nara, in Giappone.

Akasagarbha — nome sanscrito; cinese Xu Kong Zang (虛空藏); giapponese Kokuzo (虚空蔵?), anche Akasha; tibetano Namkhai — è uno degli otto grandi bodhisattva del Buddhismo Vajrayāna, e uno dei tredici buddha della scuola tantrica giapponese Shingon.

## Nome
Il nome è composto da akasa, "spazio illimitato", e garbha, "deposito"; viene interpretato come "deposito dallo spazio illimitato" o, nella traduzione cinese, "deposito di vacuità". La vacuità in questo caso è la natura vera della realtà (śunyātā) sorgente e deposito di tutte le saggezze e tutte le virtù. Il Sutra della grande assemblea — Mahasanghata sutra, in giapponese Daishukyo (大集經?), in cinese Dajijing (大集經T) — paragona Akasagarbha a un ricco che apre senza remore il suo tesoro agli altri; il bodhisattva è infatti noto per distribuire senza limiti compassione e saggezza.
Il termine akasa può anche significare "spazio celeste", contrapposto a ksiti, "terra"; questa interpretazione ha suggerito lo stabilimento di una diade Akasagarbha/Kṣitigarbha, che conobbe una breve diffusione durante l'introduzione del buddhismo in Giappone.
Un altro nome con cui era conosciuto era Gaganagarbha (anche Khagarba), in cinese Xukongyun (虛空孕T), in giapponese Kokuyo (虛空孕?).

## Origine e culto
È di sostanza eterea, e nei maṇḍala appartiene alla famiglia di ratna (gioiello). Secondo il Sutra di Akasagarbha — sanscrito Akasagarbha-bodhisattva sutra; cinese Xukongzang jing (虛空藏經T); giapponese Kokuzo Bosatsu Kyo (虛空藏經T) — lo si prega rivolti ad est al momento dell'alba; altrove si dice che la luna, il sole e le stelle sono sue manifestazioni. Tenendo conto che una parte del suo nome può avere il significato di "cielo", alcuni propongono una divinità celeste o stellare all'origine del bodhisattva.
È associato ad un rituale per migliorare la memoria — cinese qiuwenchifa (求聞持法T), giapponese gumonjiho o gubunjiho — descritto nel sutra che porta il suo nome, introdotto in Giappone durante il periodo Nara (645-794). Ancora ai nostri giorni, in molti recitano il suo mantra nella speranza di ottenere una memoria infallibile. Nell'isola di Honshū, i bambini al compimento del loro tredicesimo anno rendono omaggio a Kokuzo per chiedere l'aumento delle proprie capacità intellettuali. Si prega Akasagarbha anche per ottenere l'abilità manuale; è considerato patrono degli artigiani. Oltre agli aspetti utilitaristici, il mantra di Kokuzo ha anche un effetto spirituale; è recitato per ottenere bontà e saggezza. Kūkai (Kobo Daishi), fondatore della scuola buddhista giapponese Shingon, è una delle persone di cui si dice che abbiano beneficiato dei favori di Akasagarbha, cantando il mantra del quale aveva aumentato la sua sapienza e la sua memoria.
Inoltre, sulla lista dei Tredici Buddha della corrente Shingon, Akasagarbha chiude il ciclo dei rituali funerari presiedendo la cerimonia di commemorazione dei trentadue anni dal decesso.
Kokuzo ha una certa importanza anche nella corrente di buddhismo Nichiren; il tempio Seicho-ji (Kiyosumi-dera), dove studiò il fondatore della corrente, fu costruito intorno ad una sua statua. Secondo il Gosho, raccolta dei suoi scritti, Nichiren vide un giorno Kokuzo apparire dinanzi a lui e poi prendere le sembianze di un anziano monaco che gli fece dono della perla di saggezza.

## Iconografia
Akasagarbha è uno dei primi bodhisattva introdotti in Giappone e le sue rappresentazioni lì sono numerose. È generalmente rappresentato seduto, con nella mano sinistra una perla, e nella destra una spada oppure con essa forma il mudrā dell'assenza di paura, o più raramente quello del dono. Come quella di Mañjuśrī, la sua spada rappresenta la saggezza che sconfigge l'ignoranza; può essere accompagnata o sostituita da un fiore sormontato dal "gioiello che esaudisce i desideri".
Esistono delle rappresentazioni di un gruppo di cinque Akasagarbha, che sono le sue cinque emanazioni: rappresentano i suoi cinque tipi di saggezza e sono ordinati come i Cinque Buddha Dhyani. Un esempio particolarmente importante è quello presente nel tempio To-ji di Tokyo, importato dalla Cina nel IX secolo.